# Relations littéraires franco-slovènes
Les plus anciennes relations littéraires franco-slovènes d’une importance certaines pour les Slovènes avec la France datent du temps des Provinces illyriennes à l’époque napoléonienne, lorsque le français y fut une des langues officielles. C’est dans cette tradition que fut érigé plus tard le français comme première langue étrangère après la Première Guerre mondiale, c'est-à-dire à l’époque de la première Yougoslavie dans les lycées du pays. 
Depuis, la francophonie est un élément de culture bien installé en Slovénie.

## La Slovénie dans la littérature française

### Des cisterciens au Moyen Âge auXVIIesiècle
Dans la perspective de l’histoire culturelle slovène, les premières relations franco-slovènes, si l’on peut dire, remontent au XIIIe et au XIVe siècle. À la suite du développement de l’ordre cistercien en Carinthie d‘abord et en Carniole par la suite, on voit apparaitre des transferts de modèles culturels, tel, vraisemblablement, la construction dans l’enceinte de cimetières, de stèles en granit, souvent monolithes, comprenant dans la partie supérieure des lucarnes pour accueillir des lumières éternelles. C’est à cette époque aussi que fut fondée en 1142 l'abbaye cistercienne de Viktring (Vetrinj en slovène) par le comte Bernard de Marbourg (Maribor en Slovénie), un village à une dizaine de kilomètres au sud de la capitale régionale de Klagenfurt en terre slovénophone jusqu’au début du XXe siècle et même plus. Son abbé d’origine lorraine est connu sous les noms « Johann von Viktring » (en allemand) et « Janez Vetrinjski » (en slovène), « Jean de Viktring » ou « Jean de Vetrinj » donc (né vers l’an 1270 et mort le 20 juillet 1345 ou le 31 octobre 1347), abbé de Viktring/Vetrinj à partir de 1312 jusqu’à sa mort. Auteur latin et historien, il est connu pour son histoire de la Carinthie en deux tomes : De inthronizacione ducis Meynhardi et cosuetudine Karinthianorum et Liber certarum historiarum. Ces écrits sont d’une importance majeure pour la réception du rite ancestral d’intronisation des ducs de la Carantanie d’abord et de la Carinthie par la suite, qui fut en langue slovène jusqu’en 1414.
Le lexicographe et historien Pierre Bayle (1647-1706) est auteur, dans le cadre de son Dictionnaire historique et critique (1697), des entrées sur les réformateurs slovènes Primož Trubar et Jurij Dalmatin. Il mentionne aussi leurs contemporains Adam Bohorič et Janez Mandelc.

### À partir duXIXesiècle
Plus tard, en 1813, Charles Nodier s’installa à Ljubljana, devint libraire et éditeur du journal officiel des Provinces Illyriennes Télégraphe officiel des Provinces Illyriennes. Après son retour en France, il publia quelques œuvres aux motifs balkaniques dont la plus connue est Jean Sbogar (1818). Cette œuvre fut traduite en slovène à deux reprises, la première fois en 1886 dans le journal « Slovenski narod » sous le titre de « Ivan Zbogar », la deuxième fois en 1932 sous le titre de Janez Žbogar. L’œuvre met en avant un brigand slovène. Nodier décrit dans ses œuvres (non traduites en slovène) connues sous le titre de Smarra (1821) et Mademoiselle de Marsan (1832) des sites slovène importants, tel la capitale de la Carniole Ljubljana, qu’il décrit comme ville agréable à vivre et d’un savoir vivre. L’institut culturel français de Ljubljana porte son nom. 
La première traduction d’une œuvre slovène en français provient de la part de L. Léger dans la revue « Le Monde slave » en 1873, l’ ode à l’Illyrie (Ilirija oživljena) et la gratitude des Slovènes pour la France et Napoléon de Valentin Vodnik. La première traduction d’un poème du poète national France Prešeren, auteur de l’hymne national faisant l’éloge de l’amitié des peuples, en slovène date de 1918 et fut publié dans la revue parisienne « Partie Serbe ».
Lucien Tesnière fut le premier « lecteur » de la langue française, philologue français et membre correspondant de l’Académie des sciences et des arts de la Slovénie. Il écrivit sa thèse à Paris sur la forme grammaticale du duel slovène (Les Formes du duel en slovène, 1925). Il est auteur d’une œuvre sur le poète phare slovène Oton Župančič et de son anthologie : Oton Joupantchitch, Poète Slovène : l’homme et l’œuvre, 1931. Les traductions sont littérales, il ajouta avant chaque recueil une longue introduction avec des considérations des diverses influences sur l’auteur.
Avant la Seconde Guerre mondiale fut traduite l’œuvre Jurij Kozjak, janissaire slovène de Josip Jurčič (en) (1844-1881), qui connut plusieurs rééditions en France et au Canada. Le recueil de poèmes Poètes d'aujourd'hui (1965) représente la percée majeure de la poésie slovène en France et en Europe.  Certains poème du poète phare de l’entre deux guerres des territoires occupés italiens mais mort bien trop jeune, Srečko Kosovel, y furent publiés en français même avant de n’avoir été publiés en slovène. Cette publication est à l’origine de leur traduction en langue roumaine. Un rôle important joue à cette époque l’association France-Yougoslavie à Paris. C’est en 1973 que fut installé à l’INALCO, à l’institut des langues et cultures orientales un lectorat pour la langue slovène. Celui-ci fut dirigé par Claude Vincenot, l’ancien lecteur de langue française à Ljubljana. Il fut aussi l’auteur de la grammaire slovène en français Essai de grammaire slovène. La traduction d’un roman de l’auteur slovène d’origine triestine Vladimir Bartol sur l’intégrisme islamique comme, dans le temps de la parution, symbole de régimes fascistes, connu un succès majeur en 1988. Le livres fut pendant quelques mois un best-seller en France.
André Lacaze, qui fut prisonnier du camp de concentration nazi sur le mont Ljubelj à la frontière actuelle de la Carinthie et de la Slovénie, publia son journal 1978 sous le titre de Le Tunnel.
Julien Green auteur américain vivant à Paris publia son journal de vacances passées en Slovénie en 1996 sous le titre Pourquoi suis-je moi?.
Brina Svit vit depuis 1980 à Paris et se considère comme écrivaine européenne d’origine slovène. Elle publia cinq romans dont trois en français, qui furent traduits ultérieurement en slovène.

## La France dans la littérature slovène
L’aristocrate croate Fran Krsto Frankopan (1643-1671) traduisit en 1670 lors de son emprisonnement à Vienne quelques extraits de George Dandin de Molière, première traduction présumée d’une œuvre littéraire française en slovène.
Anton Tomaž Linhart (en) (1756-1795) et Martin Kuralt (sl) (1757-1845), deux slovènes, s’écrivirent des lettres en français.  La comédie Ta veseli dan ali Matiček se ženi d’Anton Tomaž Linhart est une adaptation de  La Folle journée ou le mariage de Figaro) de Beaumarchais datant de 1784.
L’ode de Valentin Vodnik Ilirija oživljena (« Illyrie ressuscitée ») fut publiée en 1811 dans le Télégraphe officiel. Vodnik est aussi l’auteur du premier manuel de langue française pour Slovènes (Početki gramatike, to je pismenosti francozke za latinske šole v Iliriji , 1811), ainsi que d’un glossaire slovène – allemand – français (1812) qui fut aussi publié dans le Télégraphe officiel.
Janez Cigler est l’auteur de la nouvelle Deteljica ali življenje treh kranjskih bratov, francoskih soldatov (1863) (« Le Trèfle ou la vie de trois frères de la Carniole et soldats français ») qui se déroule à Toulon, à Besançon et à Paris.
La fondation de l’association dramatique (« Dramatično društvo ») en 1867 marque aussi le début de traductions plus systématiques de pièces de théâtre françaises, bien que ceci ait concerné surtout des comédies et des burlesques.
On fonde pour le centenaire des provinces illyriennes (1809-1913) le cercle franco-illyrien qui a sa propre bibliothèque et propose des conférences et des cours. L’Institut français, fondé en 1921, a un temps pour directeur Lucien Tesnière (1893-1954), et pour président Oton Župančič. Le premier dictionnaire français-slovène est de Janko Pretnar (1924) et le premier dictionnaire slovène-français de Janko Kotnik (1925). On trouve des traductions et des essais sur la littérature française contemporaine dans les revues slovènes Ljubljanski zvon et Modra ptica. En 1967, le Centre culturel français, ultérieurement nommé "Charles Nodier", ouvre ses portes. En 1988, paraît à Paris un recueil d’auteurs slovènes sous le titre Tout ce que vous avez toujours voulu savoir sur Lacan sans jamais oser le demander à Hitchcock.

## Relations littéraires des Slovènes autochtones des pays voisins
Peter Handke compte parmi les auteurs germanophones de Carinthie vraisemblablement mondialement connus, du moins en Europe. Il prend pour sujet littéraire son origine slovène de par de sa mère ainsi que la situation politique en Carinthie. Il vit à Paris et fait preuve de réception des courants et inspirations de la culture française et des courants de pensée français.
Bojan-Ilija Schnabl, tout en étant cosmopolite et Slovène de Carinthie en Autriche, est un ancien élève du Lycée français de Vienne, étudiant à Paris (ASAS et ESIT) et par nature francophone. Son premier recueil, en français surtout, même si en cinq langues (français, slovène, espagnol, italien, serbo-croate), parut en Bosnie-Herzégovine en 2007 sous le titre Voyages d’amour – Potovanja ljubezni). Il y sublime sa culture française dans des poèmes qui reflètent son vécu – donc bien sûr hors du mainstream français. Il publia des poèmes français aussi dans Le Monde des Anciens  à Vienne,,.
De l’autre côté, ses écrits littéraires slovènes, tel son recueil de nouvelles Magnolia in tulipani (Le Magnolia et les tulipes) transcende ses inspirations et sa culture française,. 
Son recueil de poèmes paru en 2015 sous le titre de Tableaux et paysages est issu de dialogues intimes avec des chefs-d’œuvre de la peinture, moderne surtout, et des sites du patrimoine. C'est aussi une recherche à part entière des vérités profondes que révèlent ces œuvres, leur message et la raison de leur valeur universelle.

## Prix littéraires et autres
- Boris Pahor, ancien combattant et auteur slovène de Trieste, est entre autres décoré de la Légion d'honneur.

### Prix Sovret pour les traductions du français
- 1972: Radojka Vrančič; Marcel Proust, Du côté de chez Swann
- 1982: Branko Madžarevič; François Rabelais, Gargantua et Pantagruel
- 1988: Radojka Vrančič; Marcel Proust, Du côté des Guermantes
- 1990: Djurdja Flerè; François-René de Chateaubriand, Mémoire d’outre tombe
- 1990: Stane Ivanc; Jean Chevalier et Alain Gheerbrant, Dictionnaire de symboles
- 1995: Marija Javoršek; Jean Racine, recueil de drames
- 2000: Suzana Koncut; Gustave Flaubert, Madame Bovary
- 2010: Primož Vitez; Voltaire, Contes philosophiques